# Martin Rosen
Martin Rosen es un productor de director de cine y teatro nacido en los Estados Unidos. Rosen es conocido por haber dirigido la adaptación a película animada de Watership Down (1978) de la novela de Richard Adams.
Rosen originalmente trabajó como agente de teatro y cazatalentos, antes de mudarse con su esposa en Reino Unido.
Su primera producción canadiense era A Great Big Thing (1968) y coproducido más tarde la versión de la película de Ken Russell de Mujeres enamoradas (1969), que ganó premios de la Academia por Glenda Jackson (Actriz) y Billy Williams, (cinematografía).
Rosen fue originalmente el productor de Watership Down pero asumió como director después de que John Hubley cayó y murió, él también escribió el guion para él. Este fue la primera de dos novelas de Richard Adams que se adaptó. En 1982 también produjo, dirigió y escribió el guion para un largometraje animado basado en una novela también de Adams, Los perros de la plaga (1982). Rosen había producido Smooth Talk (1986), que ganó el gran premio de Sundance. Su última película como director fue Stacking (1987). Su último proyecto como productor fue la serie animada de TV fue Watership Down desde 1999 a 2001.
Rosen ha contribuido también en la producción de teatro, que era el productor originario de Moonchildren de Michael Weller presentó por primera vez en el teatro de corte real de Londres antes de transferir a los Estados Unidos. Era el productor originario de "La mujer guerrera" de Maxine Hong Kingston presentado en asociación con el Brekeley Rep, Boston de Huntington teatro y el teatro Doolittle en Los Ángeles.
Rosen es había casado con Elisabeth Payne Rosen, autor y había ordenado a diácono en la Iglesia Episcopal.

## Filmografía

### Películas
- A Great Big Thing (1968) (Productor)
- Women in Love (1969) (Coproductor/Presentador)
- Watership Down (1978) (Director/Productor/Scriptwriter)
- Los perros de la plaga (1982) (Director/Productor/Scriptwriter)
- Smooth Talk (1986) (Productor)
- Stacking (1987) (Director/Productor)

### Teatro
- I, Frederick'
- The Women Warrior
- China Men'
- Hallam's War

### Televisión
- American Playhouse (1987) (Director/Productor: Stacking)
- Watership Down: The Series (1999–2000) (productor ejecutivo)

- Datos: Q976133